# Francesco Bagnaia
Francesco Bagnaia   (Torí, 14 de gener de 1997), més conegut com a Pecco Bagnaia, és un pilot de motociclisme italià que ha guanyat tres Campionats del món (un de Moto2 i dos de MotoGP). Un cop guanyat el primer, el de Moto2 de 2018, va passar a la categoria superior, MotoGP, i ja el 2021 en va ser subcampió. Va guanyar-ne el campionat de forma consecutiva el dos anys següents, 2022 i 2023.
Bagnaia és el primer i únic pilot de la VR46 Riders Academy de Valentino Rossi a haver guanyat mai un títol mundial a la categoria reina. El seu títol de MotoGP del 2022 va ser el primer aconseguit per algun dels pilots de Ducati en 15 anys i el primer d'un italià des del de Valentino Rossi del 2009. Actualment, Bagnaia competeix a MotoGP amb l'equip Ducati Lenovo.

## Trajectòria

### Moto3

#### 2013

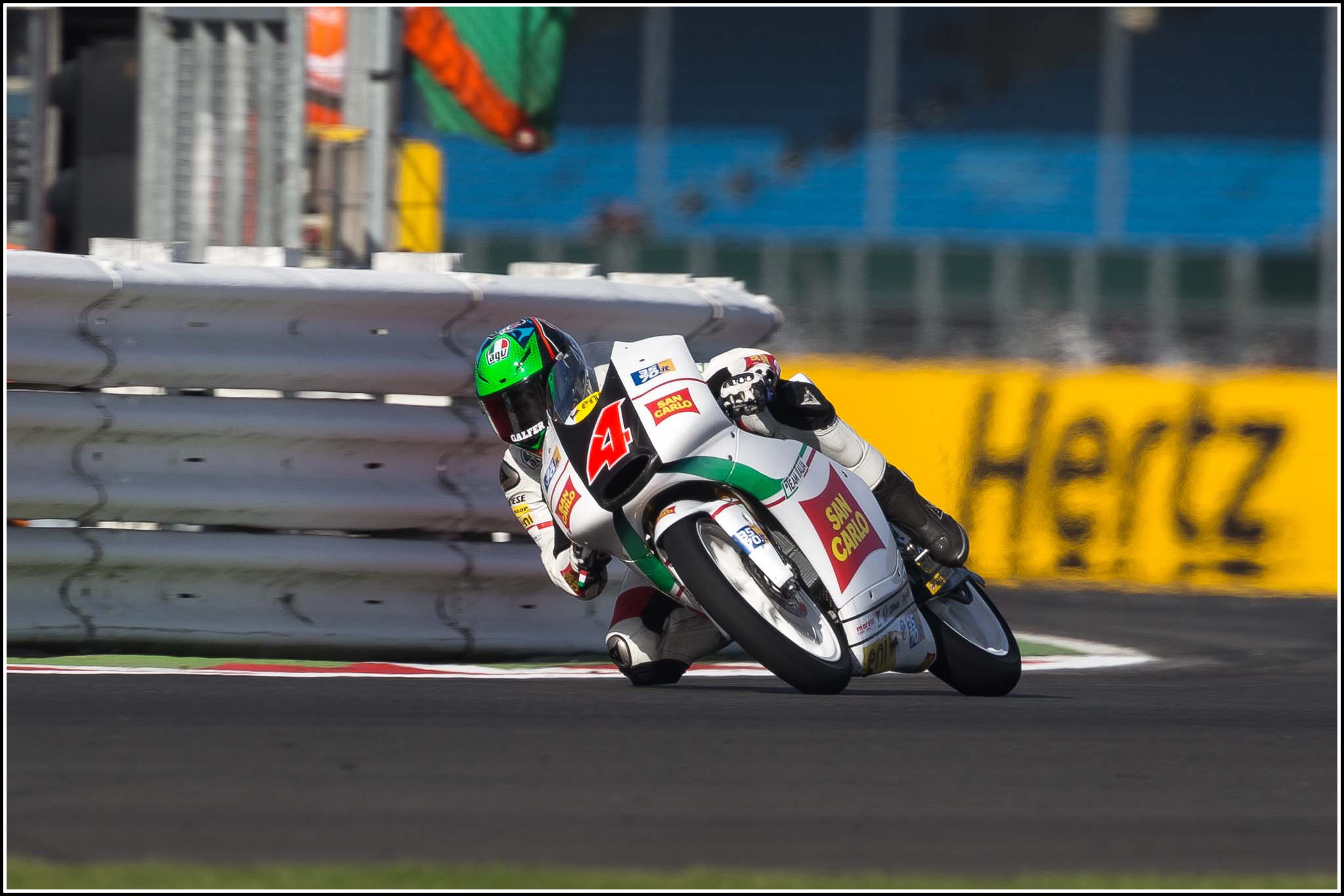
Bagnaia durant
el Gran Premi de Gran Bretanya del 2013

En 2013, Bagnaia va debutar al mundial de Moto3 amb l'equip Team Italia FMI i amb Romano Fenati com a company. Tots dos disposaven d'una FTR Honda. Va ser un debut decebedor per a Bagnaia, ja que no va aconseguir ni un sol punt en tota la temporada.

#### 2014
En 2014, Bagnaia va canviar d'equip i va entrar al Sky Racing Team by VR46 als comandaments d'una KTM i repetint com a parella de Romano Fenati. Va acabar la temporada setzè amb 50 punts.

#### 2015
En 2015, Bagnaia va canviar novament d'equip. Va fitxar pel MAPFRE Team MAHINDRA Moto3 on va compartir equip amb els espanyols Juanfran Guevara i Jorge Martín. Va aconseguir el primer podi de la seva carrera en acabar tercer al Gran Premi de França. A la següent carrera, a Itàlia, Bagnaia va acabar quart, perdent el podi per només 0,003 segons de desavantatge enfront Romano Fenati. Va acabar la seva primera temporada amb l'equip en la catorzena posició amb 76 punts.

#### 2016
En 2016, Bagnaia va començar la temporada amb un podi a Qatar i un altre podi a Espanya, acabant tercer en totes dues ocasions. Com a local, a Itàlia, Bagnaia va aconseguir una altra tercera posició en superar a Niccolò Antonelli per només 0,006 segons. Bagnaia va aconseguir la seva primera victòria als Països Baixos en guanyar en l'històric traçat d'Assen en la que era la seva cinquanta-novena carrera de Moto3. Era també la primera victòria de l'equip Mahindra en el Campionat Mundial de Motociclisme. Bagnaia va aconseguir la seva primera pole position sobre mullat al Gran Premi de Gran Bretanya i en una gran carrera, va acabar segon darrere de Brad Binder. Bagnaia va aconseguir la seva segona victòria de la temporada a Malàisia on va guanyar la carrera còmodament en obrir una gran bretxa després que Brad Binder, Joan Mir i Lorenzo Dalla Porta caiguessin al mateix revolt durant el començament de la cursa -que només van acabar 17 pilots dels 31 que la van començar.

### Moto2

#### 2017

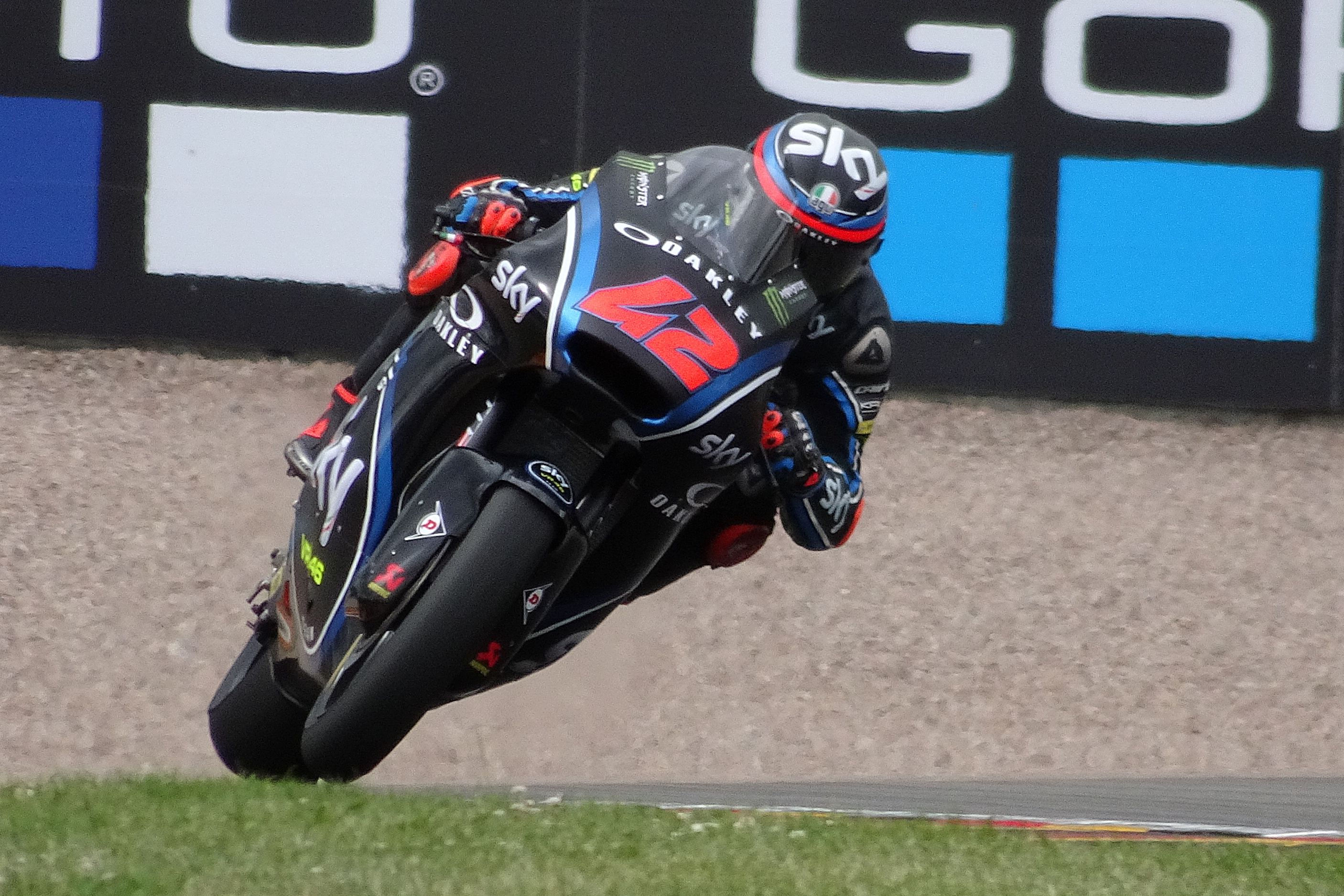
Bagnaia a Sachsenring el 2017

Després de quatre temporades a Moto3, Bagnaia va ascendir a Moto2, entrant a l'equip SKY Racing Team VR46, on ja havia estat el 2014, on el seu company d'equip va ser el seu compatriota Stefano Manzi. Després de tot just quatre curses a la categoria, Bagnaia va aconseguir el seu primer podi en acabar en la segona posició a Jerez. També va acabar segon a la següent carrera a Le Mans després d'haver-se classificat en la segona posició, perdent la pole enfront de Thomas Lüthi per només 0,026 segons. Bagnaia va aconseguir un tercer podi a Sachsenring, acabant en tercer lloc darrere de Franco Morbidelli, qui va guanyar la carrera, i de Miguel Oliveira, que va quedar en segon lloc. A Misano, Bagnaia va acabar la carrera en la quarta posició darrere de Dominique Aegerter, Thomas Lüthi i Hafizh Syahrin; no obstant això, Aegerter va ser posteriorment desqualificat i així va aconseguir el seu quart podi de la temporada. Va acabar la seva temporada de debut en el cinquè lloc del campionat amb 174 punts, aconseguint el premi de Rookie of the Year a Moto2.

#### 2018

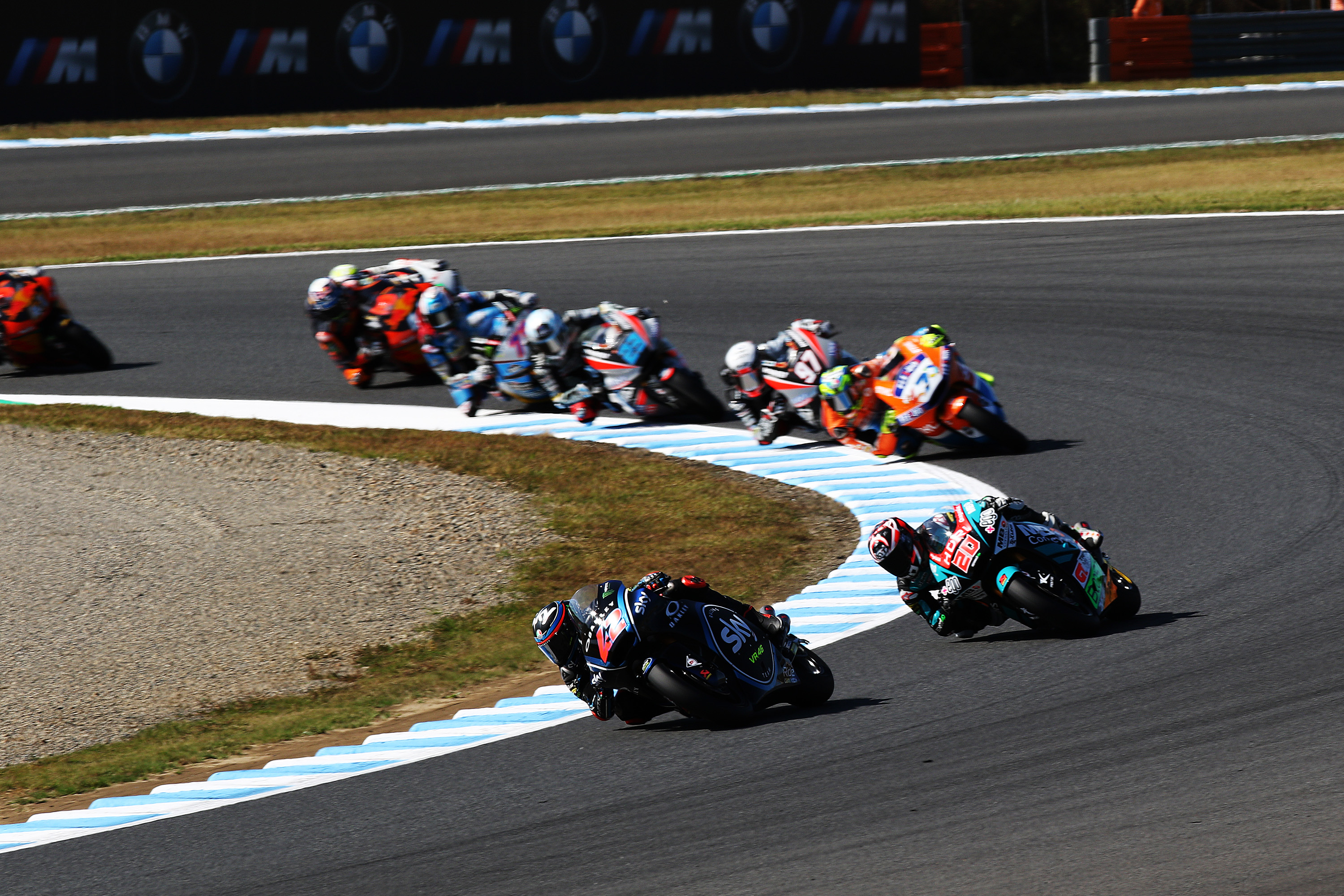
Bagnaia liderant la cursa de Moto2 a Motegi el 2018

Bagnaia va començar la temporada del 2018 amb una victòria a Qatar, liderant la carrera de principi a fi. Bagnaia va obtenir la seva segona victòria de la temporada a Austin després d'una dura baralla contra Àlex Márquez, vencent-lo per una diferència de 2,4 segons. També es va anotar la volta més ràpida de la carrera. A Jerez, Bagnaia va acabar tercer per darrere de Lorenzo Baldassarri i Miguel Oliveira. Bagnaia va obtenir la seva primera pole de Moto2 a Le Mans, on a més va guanyar la cursa liderant-la d'inici a fi com a Qatar. Bagnaia va aconseguir la quarta victòria a Assen, on va començar la carrera des de la pole i en cap moment va deixar el primer lloc. Després de classificar-se tercer per a la graella de Sachsenring, Bagnaia va acabar la cursa al dotzè lloc, havent estat forçat a sortir de la pista després que Mattia Pasini caigués davant seu a la segona volta. Malgrat caure fins a la vint-i-sisena posició en va remuntar catorze, incloent un avançament a Álex Márquez en l'últim revolt de l'última volta. A Brno, Bagnaia va acabar tercer i va perdre el lideratge del campionat davant Oliveira. El va recuperar a Àustria, aconseguint la seva cinquena victòria de la temporada després d'un gran duel enfront Oliveira, a qui avançà en l'últim revolt de l'última volta. Bagnaia va aconseguir la seva sisena victòria de la temporada a Misano, sortint des de la pole. A l'Aragó va aconseguir el seu novè podi de la temporada i a Buriram va aconseguir la seva setena victòria sortint des de la sisena posició. El seu company d'equip Lucca Marini va acabar en el segon lloc. La vuitena victòria l'obtingué a Motegi després que Fabio Quartararo fos desqualificat a causa de la baixa pressió dels seus pneumàtics. Va acabar tercer a Sepang i amb aquest resultat es va consagrar Campió del món de Moto2, mentre que el seu company d'equip Lucca Marini es va emportar la seva primera victòria al campionat, sent el seu cinquè podi de la temporada.
Bagnaia va córrer totes les carreres de Moto2, 36 en total. Va obtenir punts en 34 i va tenir una ratxa de 30 carreres anotant punts, ratxa que va començar al GP de Catalunya del 2017 i va acabar al de la Comunitat Valenciana del 2018.

### MotoGP

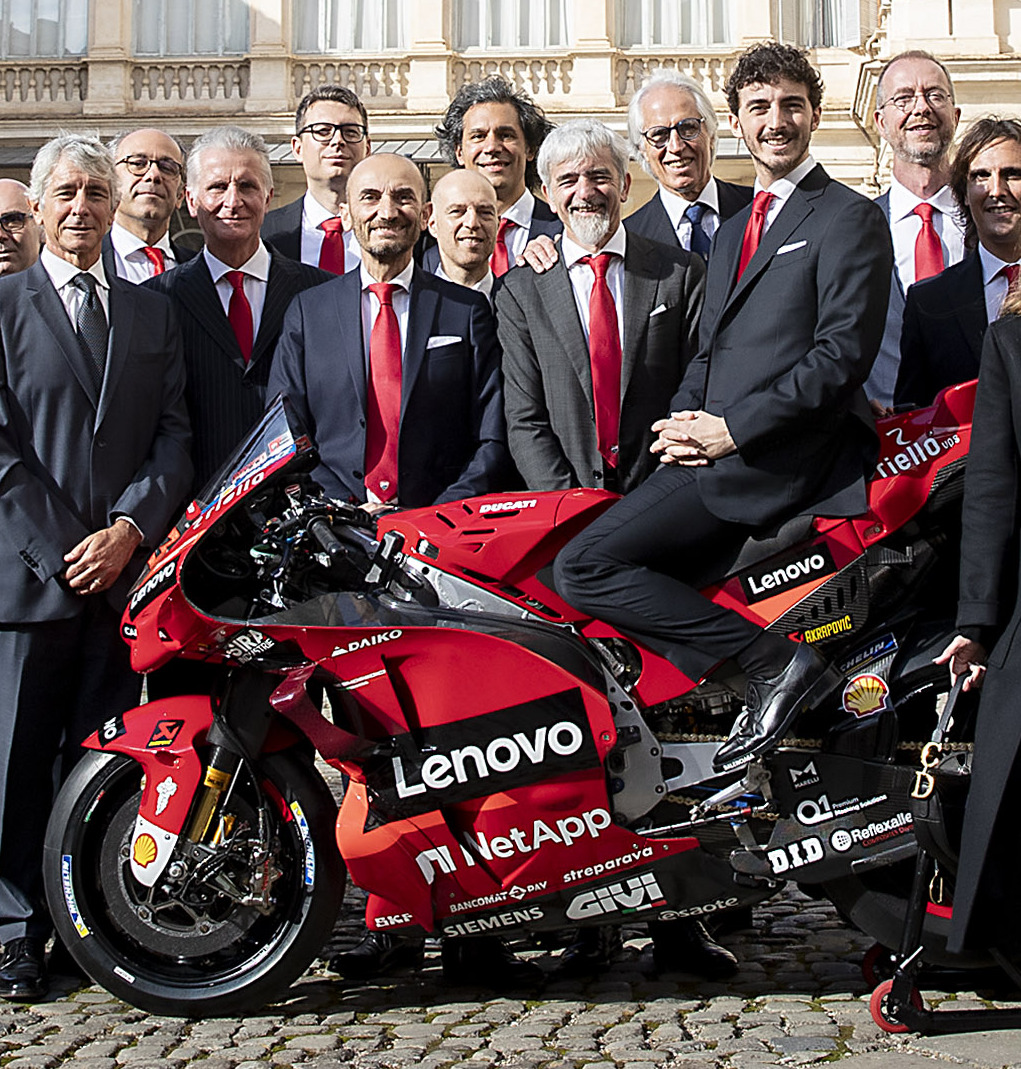
Bagnaia i l'equip de Ducati en una recepció oficial per a celebrar el títol mundial del 2022

#### 2019
Després de dues temporades a Moto2, Bagnaia va pujar a MotoGP amb l'Anima Pramac Racing, on va reemplaçar el seu compatriota Danilo Petrucci, qui va ser fitxat pel Mission Winnow Ducati.
En la seva primera cursa a la categoria, a Qatar, es va haver de retirar a causa de la ruptura de l'aleró anterior de la seva Ducati. Bagnaia va aconseguir els seus primers dos punts a MotoGP en acabar catorzè al Gran Premi de l'Argentina després d'haver començat la carrera des del dissetena posició de la graella. Bagnaia va acabar novè a Austin on va guanyar posicions després que tant Marc Márquez com Cal Crutchlow caiguessin en accidents separats i tant Maverick Viñales com Joan Mir se saltessin la sortida i fossin penalitzats amb una passada pel box. Bagnaia abandonà per caigudes els Grans Premis d'Espanya, França, Itàlia i Catalunya. A Àustria, va tenir el seu millor cap de setmana des del seu pas per Moto2 i va aconseguir passar a la Q2 al costat de Cal Crutchlow, on posteriorment es va classificar per al cinquè lloc de la graella de sortida. La cursa la va acabar en la setena posició, el seu millor resultat en MotoGP fins aquell moment. A Austràlia, Bagnaia va aconseguir el seu millor resultat de la temporada acabant quart, va lluitar pel podi i va perdre enfront del seu company d'equip Jack Miller per només 0,055 segons. Bagnaia no va disputar el Gran Premi de la Comunitat Valenciana en patir una estranya caiguda als entrenaments lliures arran de la qual va ser declarat no apte per a disputar la carrera.

#### 2020
Durant la temporada del 2020, Francesco Bagnaia, amb la Ducati, aconseguí el seu primer podi.

#### 2021
La temporada del 2021, també amb Ducati, va acabar com a subcampió en acumular un total de 4 victòries, 9 podis i 252 punts.

#### 2022

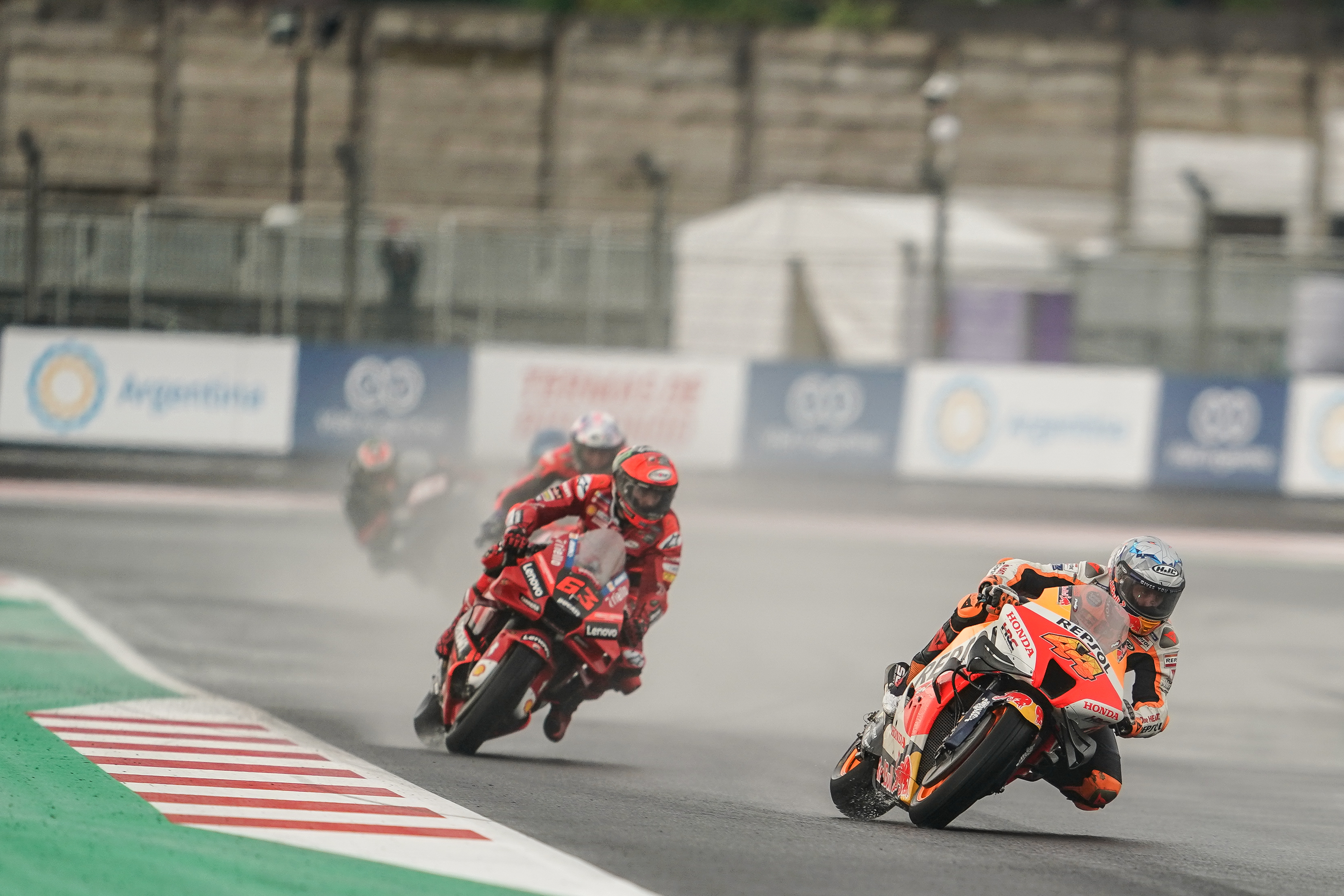
Bagnaia darrere de Pol Espargaró al GP d'Indonèsia del 2022

La temporada del 2022, també amb Ducati, es va proclamar campió en acumular un total de 7 victòries, 10 podis i 265 punts.

#### 2023
La temporada del 2023, també amb Ducati, es va proclamar campió per segon any consecutiu en acumular un total de 7 victòries, 7 podis i 467 punts.

#### 2024
La temporada del 2024, també amb Ducati, va ser subcampió per darrere de Jorge Martín.

## Resultats al Mundial de motociclisme

### Per temporada
| Temporada | Categoria | Moto      | Equip                           | Curses | Victòries | Podis | Poles | FLaps | Pts  | Posició | Títols |
| --------- | --------- | --------- | ------------------------------- | ------ | --------- | ----- | ----- | ----- | ---- | ------- | ------ |
| 2013      | Moto3     | FTR Honda | San Carlo Team Italia           | 17     | 0         | 0     | 0     | 0     | 0    | NC      | –      |
| 2014      | Moto3     | KTM       | Sky Racing Team VR46            | 16     | 0         | 0     | 0     | 1     | 50   | 16è     | –      |
| 2015      | Moto3     | Mahindra  | Mapfre Team Mahindra            | 18     | 0         | 1     | 0     | 1     | 76   | 14è     | –      |
| 2016      | Moto3     | Mahindra  | Pull & Bear Aspar Mahindra Team | 18     | 2         | 6     | 1     | 0     | 145  | 4t      | –      |
| 2017      | Moto2     | Kalex     | Sky Racing Team VR46            | 18     | 0         | 4     | 0     | 0     | 174  | 5è      | –      |
| 2018      | Moto2     | Kalex     | Sky Racing Team VR46            | 18     | 8         | 12    | 6     | 3     | 306  | 1r      | 1      |
| 2019      | MotoGP    | Ducati    | Pramac Racing                   | 18     | 0         | 0     | 0     | 0     | 54   | 15è     | –      |
| 2020      | MotoGP    | Ducati    | Pramac Racing                   | 11     | 0         | 1     | 0     | 2     | 47   | 16è     | –      |
| 2021      | MotoGP    | Ducati    | Ducati Lenovo Team              | 18     | 4         | 9     | 6     | 4     | 252  | 2n      | –      |
| 2022      | MotoGP    | Ducati    | Ducati Lenovo Team              | 20     | 7         | 10    | 5     | 3     | 265  | 1r      | 1      |
| 2023      | MotoGP    | Ducati    | Ducati Lenovo Team              | 19     | 7         | 15    | 7     | 3     | 467  | 1r      | 1      |
| 2024      | MotoGP    | Ducati    | Ducati Lenovo Team              | 20     | 11        | 16    | 6     | 6     | 498  | 2n      | –      |
| Total     | Total     | Total     | Total                           | 211    | 39        | 74    | 31    | 23    | 2334 |         | 3      |

### Per categoria
| Categoria | Temporada       | 1a Cursa        | 1r Podi         | 1a Victòria        | Curses | Victòries | Podis | Poles | FLaps | Pts  | Títols |
| --------- | --------------- | --------------- | --------------- | ------------------ | ------ | --------- | ----- | ----- | ----- | ---- | ------ |
| Moto3     | 2013–2016       | 2013 Qatar      | 2015 França     | 2016 Països Baixos | 69     | 2         | 7     | 1     | 2     | 271  | 0      |
| Moto2     | 2017–2018       | 2017 Qatar      | 2017 Espanya    | 2018 Qatar         | 36     | 8         | 16    | 6     | 3     | 480  | 1      |
| MotoGP    | 2019–actualitat | 2019 Qatar      | 2020 San Marino | 2021 Aragó         | 106    | 29        | 51    | 24    | 18    | 1583 | 2      |
| Total     | 2013–actualitat | 2013–actualitat | 2013–actualitat | 2013–actualitat    | 211    | 39        | 74    | 31    | 23    | 2334 | 3      |

### Curses per any
Barem de puntuació de 1993 ençà:
| Posició | 1  | 2  | 3  | 4  | 5  | 6  | 7 | 8 | 9 | 10                | 11                | 12                | 13                | 14                | 15                |                   |
| Cursa   | 25 | 20 | 16 | 13 | 11 | 10 | 9 | 8 | 7 | 6                 | 5                 | 4                 | 3                 | 2                 | 1                 |                   |
| Sprint  | 12 | 9  | 7  | 6  | 5  | 4  | 3 | 2 | 1 | [ Nota Sprint 1 ] | [ Nota Sprint 1 ] | [ Nota Sprint 1 ] | [ Nota Sprint 1 ] | [ Nota Sprint 1 ] | [ Nota Sprint 1 ] | [ Nota Sprint 1 ] |

1. ↑  La cursa Sprint per a la categoria MotoGP va ser introduïda la temporada del 2023

(Ids. Grans Premis | Llegenda) (Curses en negreta indiquen pole; curses en  itàlica indiquen volta ràpida; les posicions en superíndex són les de la cursa Sprint)
| Any  | Categoria | Moto      | 1       | 2        | 3        | 4       | 5        | 6       | 7       | 8       | 9       | 10      | 11       | 12       | 13       | 14       | 15      | 16      | 17      | 18      | 19      | 20     | Pos | Pts |
| ---- | --------- | --------- | ------- | -------- | -------- | ------- | -------- | ------- | ------- | ------- | ------- | ------- | -------- | -------- | -------- | -------- | ------- | ------- | ------- | ------- | ------- | ------ | --- | --- |
| 2013 | Moto3     | FTR Honda | QAT 23  | AME 22   | ESP 26   | FRA 20  | ITA 24   | CAT 17  | NED 26  | GER 30  | INP Ret | CZE 28  | GBR Ret  | SM Ret   | ARA 17   | MAL 16   | AUS Ret | JPN 20  | VAL Ret |         |         |        | NC  | 0   |
| 2014 | Moto3     | KTM       | QAT 10  | AME 7    | ARG Ret  | ESP 8   | FRA 4    | ITA Ret | CAT 10  | NED DNS | GER DNS | INP Ret | CZE 17   | GBR 21   | SM Ret   | ARA 24   | JPN 13  | AUS 11  | MAL Ret | VAL 16  |         |        | 16è | 50  |
| 2015 | Moto3     | Mahindra  | QAT 9   | AME Ret  | ARG 11   | ESP 7   | FRA 3    | ITA 4   | CAT 20  | NED 11  | GER Ret | INP Ret | CZE 12   | GBR Ret  | SM 8     | ARA 11   | JPN 15  | AUS Ret | MAL 17  | VAL 13  |         |        | 14è | 76  |
| 2016 | Moto3     | Mahindra  | QAT 3   | ARG 23   | AME 14   | ESP 3   | FRA 12   | ITA 3   | CAT Ret | NED 1   | GER 10  | AUT 11  | CZE Ret  | GBR 2    | SM 21    | ARA 16   | JPN 6   | AUS Ret | MAL 1   | VAL Ret |         |        | 4t  | 145 |
| 2017 | Moto2     | Kalex     | QAT 12  | ARG 7    | AME 16   | ESP 2   | FRA 2    | ITA 22  | CAT 13  | NED 10  | GER 3   | CZE 7   | AUT 4    | GBR 5    | SM 3     | ARA 10   | JPN 4   | AUS 12  | MAL 5   | VAL 4   |         |        | 5è  | 174 |
| 2018 | Moto2     | Kalex     | QAT 1   | ARG 9    | AME 1    | ESP 3   | FRA 1    | ITA 4   | CAT 8   | NED 1   | GER 12  | CZE 3   | AUT 1    | GBR C    | SM 1     | ARA 2    | THA 1   | JPN 1   | AUS 12  | MAL 3   | VAL 14  |        | 1r  | 306 |
| 2019 | MotoGP    | Ducati    | QAT Ret | ARG 14   | AME 9    | ESP Ret | FRA Ret  | ITA Ret | CAT Ret | NED 14  | GER 17  | CZE 12  | AUT 7    | GBR 11   | SM Ret   | ARA 16   | THA 11  | JPN 13  | AUS 4   | MAL 12  | VAL DNS |        | 15è | 54  |
| 2020 | MotoGP    | Ducati    | ESP 7   | ANC Ret  | CZE DNS  | AUT     | STY      | SM 2    | EMI Ret | CAT 6   | FRA 13  | ARA Ret | TER Ret  | EUR Ret  | VAL 11   | POR Ret  |         |         |         |         |         |        | 16è | 47  |
| 2021 | MotoGP    | Ducati    | QAT 3   | DOH 6    | POR 2    | ESP 2   | FRA 4    | ITA Ret | CAT 7   | GER 5   | NED 6   | STY 11  | AUT 2    | GBR 14   | ARA 1    | SM 1     | AME 3   | EMI Ret | ALR 1   | VAL 1   |         |        | 2n  | 252 |
| 2022 | MotoGP    | Ducati    | QAT Ret | INA 15   | ARG 5    | AME 5   | POR 8    | ESP 1   | FRA Ret | ITA 1   | CAT Ret | GER Ret | NED 1    | GBR 1    | AUT 1    | SM 1     | ARA 2   | JPN Ret | THA 3   | AUS 3   | MAL 1   | VAL 9  | 1r  | 265 |
| 2023 | MotoGP    | Ducati    | POR 1   | ARG 166  | AME Ret1 | ESP 12  | FRA Ret3 | ITA 1   | GER 2   | NED 12  | GBR 2   | AUT 1   | CAT DNS2 | SM 3     | IND Ret2 | JPN 23   | INA 18  | AUS 2   | THA 27  | MAL 3   | QAT 25  | VAL 15 | 1r  | 467 |
| 2024 | MotoGP    | Ducati    | QAT 14  | POR Ret4 | AME 58   | ESP 1   | FRA 3    | CAT 1   | ITA 1   | NED 1   | GER 13  | GBR 3   | AUT 1    | ARA Ret9 | SM 2     | EMI Ret1 | INA 31  | JPN 1   | AUS 34  | THA 13  | MAL 1   | SLD 1  | 2n  | 498 |